# Seznam južnoafriških pisateljev
Seznam južnoafriških pisateljev.

## A
- Peter Abrahams

## B
- Breyten Breytenbach
- André Brink

## C
- Roy Campbell
- Stuart Cloete
- John Maxwell Coetzee

## G
- Damon Galgut
- Nadine Gordimer

## L
- Alex La Guma

## M
- Zakes Mda
- Sarah Millin

## P
- Alan Paton

## S
- Olive Schreiner
- Gillian Slovo
- Wilbur Smith